# Mondo movie

Mondo cane (1962), il film che ha inaugurato il filone del Mondo movie.

Il Mondo movie è un sottogenere cinematografico che deriva dal film documentario e dall'exploitation. Benché di fatto esistente già in precedenza, la sua nascita formale viene fatta risalire ad alcune produzioni italiane realizzate tra gli anni cinquanta e sessanta. A discapito di pretese scientifiche, giornalistiche o storiche, il mondo movie intende colpire lo spettatore con immagini e temi scioccanti e controversi, con insistenza e morbosità, pur mantenendo, almeno in apparenza, la forma del documentario. Il genere è conosciuto anche come shockumentary (termine talvolta considerato erroneamente sinonimo di mockumentary).

## Storia

### Gli inizi
Il genere deve il suo nome al film del 1962 Mondo cane, diretto da Paolo Cavara, Gualtiero Jacopetti e Franco Prosperi. L'opera è una sorta di documentario-collage di immagini forti (scene di violenza sugli animali, riti crudeli, fucilazioni, ristoranti dell'Oriente in cui si possono mangiare insetti e cani). Il film ottenne un grande successo in tutto il mondo e fu candidato all'Oscar per la colonna sonora di Riz Ortolani (con il tema More).
Alcuni critici sostengono invece che la pellicola che ha dato vita al genere sia, per il suo grande successo di pubblico, il film del 1958 Europa di notte di Alessandro Blasetti, che condivide con il film di Cavara, Jacopetti e Prosperi la struttura ad episodi e alcune sequenze sexy girate in locali europei di spogliarello (tra cui un episodio con la famosa transessuale Coccinelle), ma non indugia su immagini violente.
È inoltre possibile trovare gli elementi salienti del genere in numerosi pseudo-documentari exploitation degli anni '30, '40 e '50. Le radici mondo si rintracciano addirittura nel film La stregoneria attraverso i secoli (1922, regia di Benjamin Christensen), una vera e propria pseudo-inchiesta sulla stregoneria che mette in scena episodiche ricostruzioni sull'argomento, intrecciate senza soluzione di continuità a una trama di finzione.

### Il successo
Mondo Cane è seguito da un'ondata di shockumentary. Tra gli altri si distingue una serie dedicata alle più crude tradizioni tribali africane (Africa ama, Africa addio, Africa nuda, Africa violenta).
Il filone ebbe grande successo internazionale e fu emulato anche all'estero. Nel 1967 il regista statunitense Russ Meyer utilizzò il sostantivo "mondo" nel titolo del suo documentario erotico Mondo Topless.
Sul finire degli anni '70 Antonio Climati gira il controverso Ultime grida dalla savana, incentrato sul tema della caccia in cui mostra un turista sbranato dai leoni in uno zoo safari, oltre al massacro degli indios in Amazzonia, in cui un mercenario taglia i testicoli ad un indigeno e glieli infila in bocca. Molte delle scene più crude di questo e altri mondo movie cominciano a generare negli spettatori il sospetto, spesso fondato, che si tratti di messe in scena spacciate per episodi ripresi dal vivo.
A 16 anni dall'uscita di Mondo cane, arriva Le facce della morte di Conan Le Cilaire (pseudonimo di John Alan Schwartz), anche qui una sequela di esecuzioni, morti e violenze, in parte simulate per stessa ammissione dei cineasti. Anche Le facce della morte ha generato una lunga serie di sequel ed epigoni.
In questo periodo, il genere si intreccia sempre più strettamente col nascente mito dello snuff movie, ovvero presunte riprese di torture e omicidi reali, perpetrati al fine esclusivo della realizzazione di un film. Snuff (di Michael Findlay, Roberta Findlay e Horacio Fredriksson) è il film che utilizzò per primo il termine in questa accezione. L'estetica mondo s'introduce di prepotenza anche nel lungometraggio di fiction, in particolare attraverso il cannibal movie seminale Cannibal Holocaust, che fa un uso originale del found footage, contaminandolo con l'exploitation, e ponendo le basi per un vero e proprio sottogenere a sé stante che si sarebbe pienamente sviluppato solo molti anni dopo.

### Dagli anni '80 ad oggi
La produzione del genere comincia a ridursi a partire dai primi anni ottanta. Fra i tardi epigoni troviamo Mondo cane oggi - L'orrore continua (1985) di Stelvio Massi e Mondo cane 2000 - L'incredibile (1988). Nel 1985 esce in Giappone Guinea Pig, un finto snuff movie che mostra il rapimento e le torture inflitte ad una donna. In perfetta tradizione mondo, il film genera lunghe polemiche sulla sua autenticità, nonché diversi sequel (curiosamente lontani dal genere a cui si riferisce il capostipite).
Negli anni novanta il genere viene declinato quasi esclusivamente come death film direct-to-video, in sostanza montaggi di spezzoni di repertorio della più eterogenea provenienza (dal film amatoriale alle riprese giornalistiche) di incidenti, violenze e autopsie (i sequel de Le facce della morte e serie come Death Scenes, Traces of death, Faces of Gore, Executions, Banned from Television). Spesso queste opere si cannibalizzano a vicenda, dando vita a una sterminata produzione in cui è difficile distinguere un prodotto dall'altro. Il produttore tedesco Uwe Schier, detentore dei diritti de Le facce della morte, acquista anche quelli di Mondo cane e mette in commercio ulteriori sequel del film di Jacopetti, Prosperi e Cavara, che consistono principalmente di montaggi di materiale già utilizzato.
Con episodi sporadici che spesso sono poco più di fan film (come i documentari realizzati dal Dizionario del turismo cinematografico), il genere sopravvive anche negli anni duemila.

### Successo
Le ragioni del successo di questo genere si possono trovare da una parte nel mito degli snuff movie e dall'altra nel morboso voyeurismo dello spettatore che veniva attratto al cinema da flani in cui si recitava un elenco dettagliato delle crudeltà che venivano proiettate sulla pellicola.
Oggi questi film, soprattutto negli Stati Uniti d'America ed in Giappone, sono estremamente popolari fra gli amanti del cinema underground.

## Filmografia

### Anni cinquanta
- Europa di notte, regia di Alessandro Blasetti (1959)
- Il mondo di notte, regia di Luigi Vanzi (1959)

### Anni sessanta
- Il mondo di notte numero 2, regia di Gianni Proia (1961)
- America di notte, regia di Giuseppe Maria Scotese (1961)
- Mondo caldo di notte, regia di Renzo Russo (1961)
- Malesia magica, regia di Lionetto Fabbri (1961)
- Mondo cane, regia di Gualtiero Jacopetti, Paolo Cavara, Franco Prosperi (1962)
- Le città proibite, regia di Giuseppe Maria Scotese (1962)
- Il paradiso dell'uomo, regia di Giuliano Tomei (1962)
- Sexy al neon, regia di Ettore Fecchi (1962)
- I piaceri nel mondo, regia di Vinicio Marinucci (1962)
- Le dolci notti, regia di Vinicio Marinucci (1962)
- La donna nel mondo, regia di Franco Prosperi, Paolo Cavara, Gualtiero Jacopetti (1963)
- Mondo cane 2, regia di Franco Prosperi e Gualtiero Jacopetti (1963)
- Il mondo di notte n° 3, regia di Gianni Proia (1963)
- Il pelo nel mondo, regia di Antonio Margheriti (1963)
- Mondo nudo, regia di Francesco De Feo (1963)
- Tentazioni proibite, regia di Osvaldo Civirani (1963)
- Mondo infame, regia di Roberto Bianchi Montero (1963)
- 90 notti in giro per il mondo, regia di Mino Loy (1963)
- I tabù, regia di Romolo Marcellini (1963)
- Sexy nel mondo, regia di Roberto Bianchi Montero (1963)
- Sexy nudo, regia di Roberto Bianchi Montero (1963)
- Questo mondo proibito, regia di Fabrizio Gabella (1963)
- Africa sexy, regia di Roberto Bianchi Montero (1963)
- Sexy magico, regia di Luigi Scattini (1963)
- Sexy al neon bis, regia di Ettore Fecchi (1963)
- Donne calde di notte (Paris je t'aime...), regia di Guy Pérol (1963)
- Notti nude, regia di Ettore Fecchi (1963)
- Il piacere e il mistero, regia di Enzo Peri (1964)
- Ecco il finimondo, regia di Paolo Nuzzi (1964)
- Mondo balordo, regia di Roberto Bianchi Montero (1964)
- Le schiave esistono ancora, regia di Roberto Malenotti, Maleno Malenotti e Folco Quilici (1964)
- I malamondo, regia di Paolo Cavara (1964)
- Nudo, crudo e..., regia di Adriano Bolzoni e Francesco De Feo (1964)
- Africa - Sapore di sangue, sapore di morte (Kwaheri: Vanishing Africa), regia di Thor L. Brooks e Byron Chudnow (1964)
- L'amore primitivo, regia di Luigi Scattini (1964)
- Canzoni nel mondo, regia di Vittorio Sala (1965)
- Nude, calde e pure, regia di Virgilio Sabel e Lambert Santhe (1965)
- Africa addio, regia di Franco Prosperi e Gualtiero Jacopetti (1966)
- Mondo Topless, regia di Russ Meyer (1966)
- Mondo Freudo, regia di Lee Frost (1966)
- Mondo Bizarro, regia di Lee Frost (1966)
- I tabù 2 - I miti del mondo, regia di Romolo Marcellini (1966)
- Witchdoctor in Tails, regia di Paolo Cavara (1966)
- Acid - Delirio dei sensi, regia di Giuseppe Maria Scotese (1967)
- America paese di Dio, regia di Luigi Vanzi (1967)
- Mal d'Africa, regia di Stanislao Nievo (1967)
- Mondo Hollywood, regia di Robert Carl Cohen (1967)
- Folli notti a Las Vegas (Spree), regia di Walon Green e Mitchell Leisen (1967)
- Svezia inferno e paradiso, regia di Luigi Scattini (1968)
- Le dieci meraviglie dell'amore, regia di Sergio Bergonzelli (1968)
- Inghilterra nuda, regia di Vittorio De Sisti (1968)
- La ballata del piacere (The Wild, Wild World of Jayne Mansfield), regia di Arthur Knight, Charles W. Broun Jr. e Joel Holt (1968)
- Realtà romanzesca, regia di Gianni Proia (1969)
- L'altra faccia del peccato, regia di Marcello Avallone (1969)
- Mille peccati... nessuna virtù, regia di Sergio Martino (1969)
- Africa segreta, regia di Angelo e Alfredo Castiglioni (1969)

### Anni settanta
- Angeli bianchi... angeli neri, regia di Luigi Scattini (1970)
- America così nuda, così violenta, regia di Sergio Martino (1970)
- America un giorno, regia di Sergio Martino (1970)
- Dove non è peccato, regia di Antonio Colantuoni (1970)
- Riti segreti, regia di Gabriella Cangini (1970)
- Dipingi di giallo il tuo poliziotto, regia di Pier Francesco Pingitore (1970)
- La cronaca di Hellstrom (The Hellstrom Chronicle), regia di Wallon Green ed Ed Spiegel (1971)
- Questo sporco mondo meraviglioso, regia di Mino Loy (1971)
- Africa ama, regia di Angelo e Alfredo Castiglioni (1971)
- Addio zio Tom, regia di Gualtiero Jacopetti, Franco Prosperi (1971)
- I segreti delle città più nude del mondo, regia di Luciano Martino (1971)
- Mondo erotico, regia di Filippo Walter Ratti (1972)
- Quando l'amore è oscenità, regia di Renato Polselli (1973)
- Rivelazioni di uno psichiatra sul mondo perverso del sesso, regia di Renato Polselli (1973)
- Il dio sotto la pelle, regia di Folco Quilici e Carlo Alberto Pinelli (1974)
- Ultime grida dalla savana, regia di Antonio Climati (1974)
- Sesso in confessionale, regia di Vittorio De Sisti (1974)
- Africa nuda, Africa violenta, regia di Mario Gervasi (1974)
- Nuova Guinea, l'isola dei cannibali, regia di Akira Ide (1974)
- Shocking Asia, regia di Rolf Olsen (1974)
- Mondo candido, regia di Gualtiero Jacopetti e Franco Prosperi (1975)
- Magia nuda, regia di Angelo e Alfredo Castiglioni (1975)
- Faccia di spia, regia di Giuseppe Ferrara (1975)
- Mondo porno oggi, regia di Giorgio Mariuzzo (1976)
- Savana violenta, regia di Antonio Climati e Mario Morra (1976)
- Mondo di notte oggi, regia di Gianni Proia (1976)
- L'Italia in pigiama, regia di Guido Guerrasio (1977)
- Questa è l'America (This Is America), regia di Romano Vanderbes (1977)
- In diretta: la fine del mondo (Catastrophe), regia di Larry Savadove (1977)
- Tomboy - I misteri del sesso, regia di Claudio Racca (1977)
- Uomo, uomo, uomo, regia di Lionetto Fabbri (1977)
- Le notti porno nel mondo, regia di Bruno Mattei (1977)
- Le notti porno nel mondo nº 2, regia di Joe D'Amato (1978)
- Emanuelle e le porno notti nel mondo n.2, regia di Bruno Mattei (1978)
- Follie di notte, regia di Joe D'Amato (1978)
- Le facce della morte (Faces of Death), regia di John Alan Schwartz (1978)
- Savana selvaggia (Brutes and Savages), regia di Arthur Davis (1978)
- Addio ultimo uomo, regia di Angelo e Alfredo Castiglioni (1978)
- Formula Uno - La febbre della velocità, regia di Ottavio Fabbri, Mario Morra e Oscar Orefici (1978)
- Mr. Mike Mondo Video, regia di Michael O'Donoghue (1979)
- Des morts, regia di Jean-Pol Ferbus, Dominique Garny e Thierry Zéno (1979)

### Anni ottanta
- La dea cannibale, regia di Jesús Franco (1980)
- Pole Position - I guerrieri della Formula 1, regia di Oscar Orefici (1980)
- Sesso perverso, mondo violento, regia di Bruno Mattei (1980)
- Questa è l'America 2 (This is America - Part II), regia di Romano Vanderbes (1980)
- Siamo fatti così - Aiuto!, regia di Gianni Proia (1980)
- Fangio - Una vita a 300 all'ora, regia di Hugh Hudson e Gualtiero Jacopetti (1981)
- Le facce della morte n. 2 (Faces of Death II), regia di John Alan Schwartz (1981)
- Africa dolce e selvaggia, regia di Angelo e Alfredo Castiglioni (1982)
- Operazione ricchezza, regia di Gualtiero Jacopetti (1983)
- Cannibali domani, regia di Giuseppe Maria Scotese (1983)
- Dimensione violenza, regia di Mario Morra (1983)
- Dolce e selvaggio, regia di Antonio Climati (1983)
- Turbo Time, regia di James Davis (Antonio Climati) (1983)
- Nudo e crudele, regia di Adalberto Albertini (1984)
- Mondo senza veli, regia di Adalberto Albertini (1985)
- Le facce della morte 3 (Faces of Death III), regia di John Alan Schwartz (1985)
- Love duro e violento, regia di Claudio Racca (1985)
- Mondo proibito (Les interdits du monde), regia di Chantal Lasbats (1985)
- Shocking Asia II: The Last Taboos, regia di Rolf Olsen (1974)
- Mondo cane oggi - L'orrore continua, regia di Stelvio Massi (1986)
- America di notte 2 (Mondo Sexualis USA), regia di David Adnopoz (1987)
- I vizi segreti degli italiani quando credono di non essere visti, regia di Camillo Teti (1987)
- Mondo cane 2000 - L'incredibile, regia di Stelvio Massi e Gabriele Crisanti (1988)
- Mondo New York - L'altra faccia della mela (Mondo New York), regia di Harvey Keith (1988)
- Natura contro, regia di Antonio Climati (1988)
- Droga sterco di Dio, regia di Stelvio Massi (1989)
- Seikimatsu no yokan - Kannô no tairiku - Mondo ossesso (世紀末の予感 官能の大陸 MONDO OSSESSO?), regia di Stelvio Massi e Gabriele Crisanti (1989)

### Anni novanta
- Faces of Death IV, regia di John Alan Schwartz (come Conan Le Cilaire) (1990)
- Mondo Cane IV, regia di Uwe Schier (1992)
- Mondo Cane V, regia di Uwe Schier (1993)
- Sporco mondo, sporca gente, regia di Gabriele Crisanti (1994)
- Le facce della morte 5 (Faces of Death V), regia di Uwe Schier (1995)
- Le facce della morte 6 (Faces of Death VI), regia di Uwe Schier (1996)
- Shocking Asia III: After Dark, regia di Sung-Jiu Kuang e Takafumi Nagamine
- Faces of Death: Fact or fiction?, regia di John Alan Schwartz (come Conan Le Cilaire) (1999)

### Anni 2000
- Mondo Ford, regia di Scott Calonico e Ricardo Fratelli - cortometraggio (2001)
- Marasma Milano, regia di Giovanni Bufalini (2001)
- Viaggio ai confini dell'Eros, regia di Bruno Mattei (2007)
- Mondo Delirium, regia di Flavio Sciolè (2011)
- Made in Italy, regia di Jephta (2012)